# Cumulopuntia
Cumulopuntia  este un gen de cactus aparținând familiei Cactaceae. Este un gen foarte controversat.  Are 20 de specii native în America de Sud.

## Specii
- Cumulopuntia boliviana
- Cumulopuntia corotilla
- Cumulopuntia pentlandii
- Cumulopuntia sphaerica
- etc.